# أندريه فيلاش-بواش

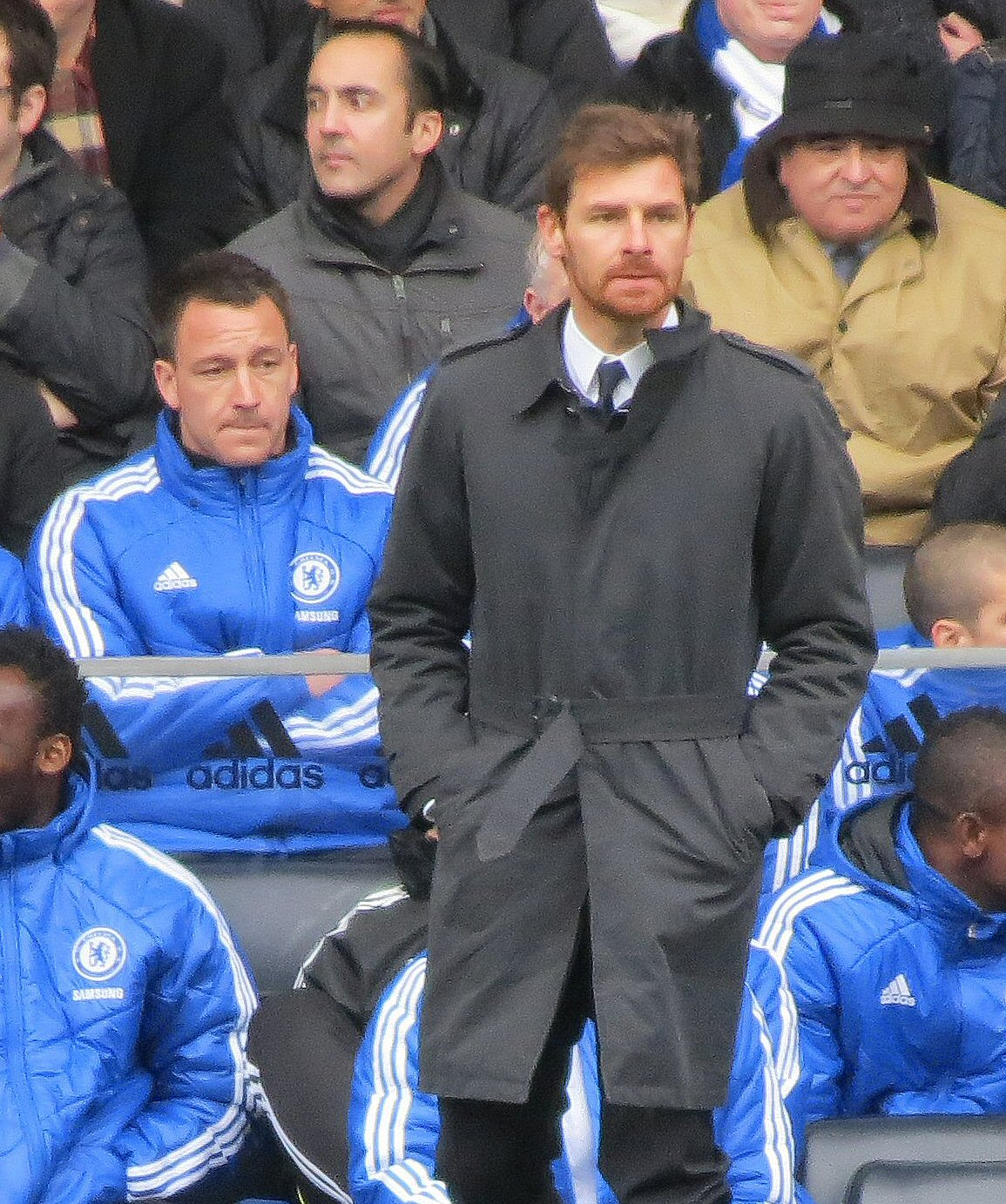
فيلاش بواش مع تشيلسي

لويس أندري دي بينا كابرال فيلاش بواش (بالبرتغالية: André Villas-Boas) (وُلد في 17 أكتوبر 1977) مدرب كرة قدم برتغالي والرئيس الحالي لنادي بورتو البرتغالي. بالإضافة إلى مسيرته كلاعب، كان أيضاً مساعداً لجوزيه مورينهو في ناديي تشيلسي وإنتر ميلان، ودرب نوادي تشيلسي وتوتنهام هوتسبر وزينيت سانت بطرسبرغ، وشانغهاي إيست آسيا.

## التدريب

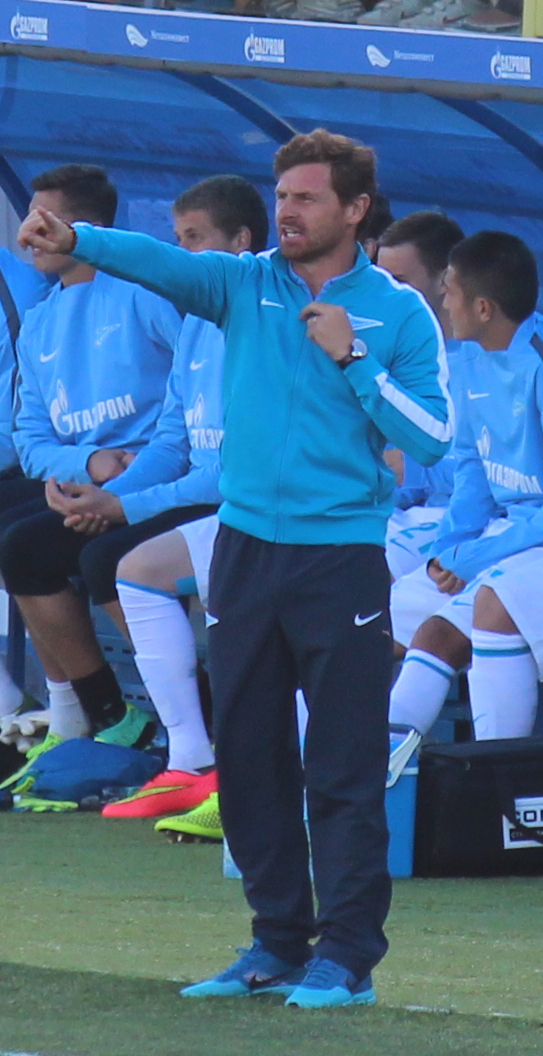
فيلاش بواش مع زينيت سانت بطرسبرغ

بدأ بواس التدريب مع نادي أكاديميكا كويمبرا البرتغالي في 2009 وبقي عام واحد، قبل أن ينتقل لنادي بورتو، ثم لنادي تشيلسي.

### بورتو
تمكن مع بورتو من تحقيق لقبي الدوري والكأس والدوري الأوروبي، وتمكن من تحقيق إنجاز كبير وهو الفوز بالدوري من دون خسارة وبثلاثة تعادلات فقط. وتمكن من قيادة بورتو للفوز في نهائي الدوري الأوروبي لعام 2011. استقال في 21 يونيو من العام نفسه، وانتقل إلى نادي تشيلسي الإنجليزي.

### تشيلسي
عاد بواس إلى تشيلسي مرة أخرى بعد ترك الفريق مع مورينهو والتوجه إلى الإنتر، وقد وقع بواس مع تشيلسي عقدا لمدة 3 سنوات بقيمة 4.5 مليون جنيه ولم يستطع تحقيق النجاح مع تشيلسي وانتهى الأمر بإقالته، وقد خلفه المدرب الإيطالي دي ماتيو.

## حياته
ولد في 17 أكتوبر 1977، وهو متزوج ولديه بنتان.

## روابط خارجية
- أندريه فيلاش-بواش على موقع قاعدة بيانات كرة القدم.إي يو (الإنجليزية)
- أندريه فيلاش-بواش على موقع Soccerbase.com (مدرب) (الإنجليزية)
- أندريه فيلاش-بواش على موقع Soccerway.com (الإنجليزية)
- أندريه فيلاش-بواش على موقع عالم كرة القدم.نت (الإنجليزية)